# Rau thơm

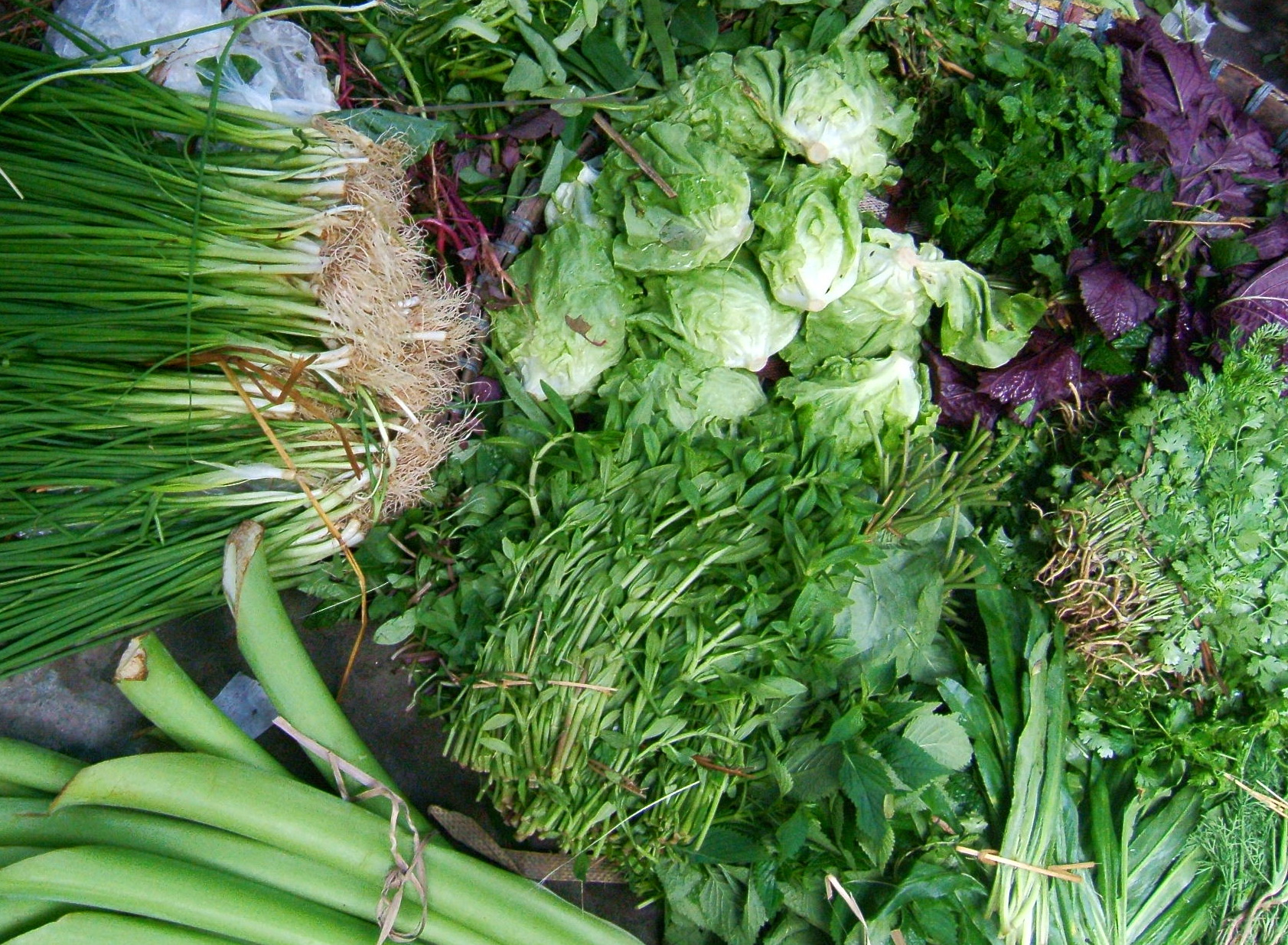
Một số loại rau thơm bán tại chợ

Trong ẩm thực, rau thơm hay rau gia vị là khái niệm khái quát dùng để chỉ các loại rau ăn được (có thể là rau, củ, quả thơm), được trồng hoặc hái từ tự nhiên mà có mùi thơm đặc trưng tùy theo loại do các tinh dầu trong rau bay hơi tạo thành.
Thơm còn là tên gọi tắt của người Hà Nội dành cho loại húng thơm mà nổi tiếng nhất là húng thơm làng Láng.

## Các loại
Rau thơm rất đa dạng, phong phú và khó có thể kể hết, tuy có thể phân biệt chúng thành hai tiểu loại là rau thơm được trồng và rau mọc hoang.

### Rau trồng
- húng thơm nổi tiếng ở làng Láng, Hà Nội ngày xưa, thường dùng ăn sống, thái nhỏ ăn với phở
- bạc hà, húng chó, húng quế, húng lủi thường dùng ăn sống với một số loại thịt động vật lòng lợn, tiết canh, thịt chó
- thì là thường đi với món ăn thủy sản nước ngọt (cá)
- hành hoa
- lá chanh đặc biệt sử dụng ăn với thịt gà luộc.
- tía tô thường ăn sống hoặc cho vào món om ốc chuối đậu giả ba ba
- kinh giới; rau diếp cá, tần ô, rau mùi, rau răm ăn sống
- rau mùi (ngò), mùi tàu (ngò gai) ăn sống hoặc chế vào một số món nấu
- xương sông, lá lốt: thường đi với thịt gia súc như thịt lợn, thịt bò (làm chả viên) hoặc xắt nhỏ cho vào các món nấu như ốc nấu giả ba ba, ba ba om chuối đậu v.v.
- sả, riềng, củ niễng, tỏi, cần tây, tỏi tây thường ăn củ, bẹ lá sống hoặc xào nấu.
- lá sung, lá đinh lăng thường dùng ăn gỏi.
- Một số loại lá của những cây trồng khác trong nhà cũng có thể coi là một dạng rau thơm như rau cải non, lá gừng, lá chanh, lá ớt, lá gấc, lá nguyệt quế

### Rau dại
- lá mơ tam thể thường dùng ăn với thịt chó
- lá cách thường dùng om lươn
- hạt và lá của cây móc mật (còn gọi là mác mật) để ngâm măng tươi, làm vịt quay hay lợn sữa quay, thịnh hành ở Lạng Sơn và một số tỉnh phía Bắc
- lá cúc tần thường cho vào dồi chó v.v.
- chua me: mọc hoang, thường dùng ăn sống.
- hạt dổi, hạt sẻn dùng trong các món ăn của người dân tộc thiểu số miền Bắc Việt Nam.
- Lá xá xị, phổ biến ở miền nam, Tây Ninh

## Sử dụng

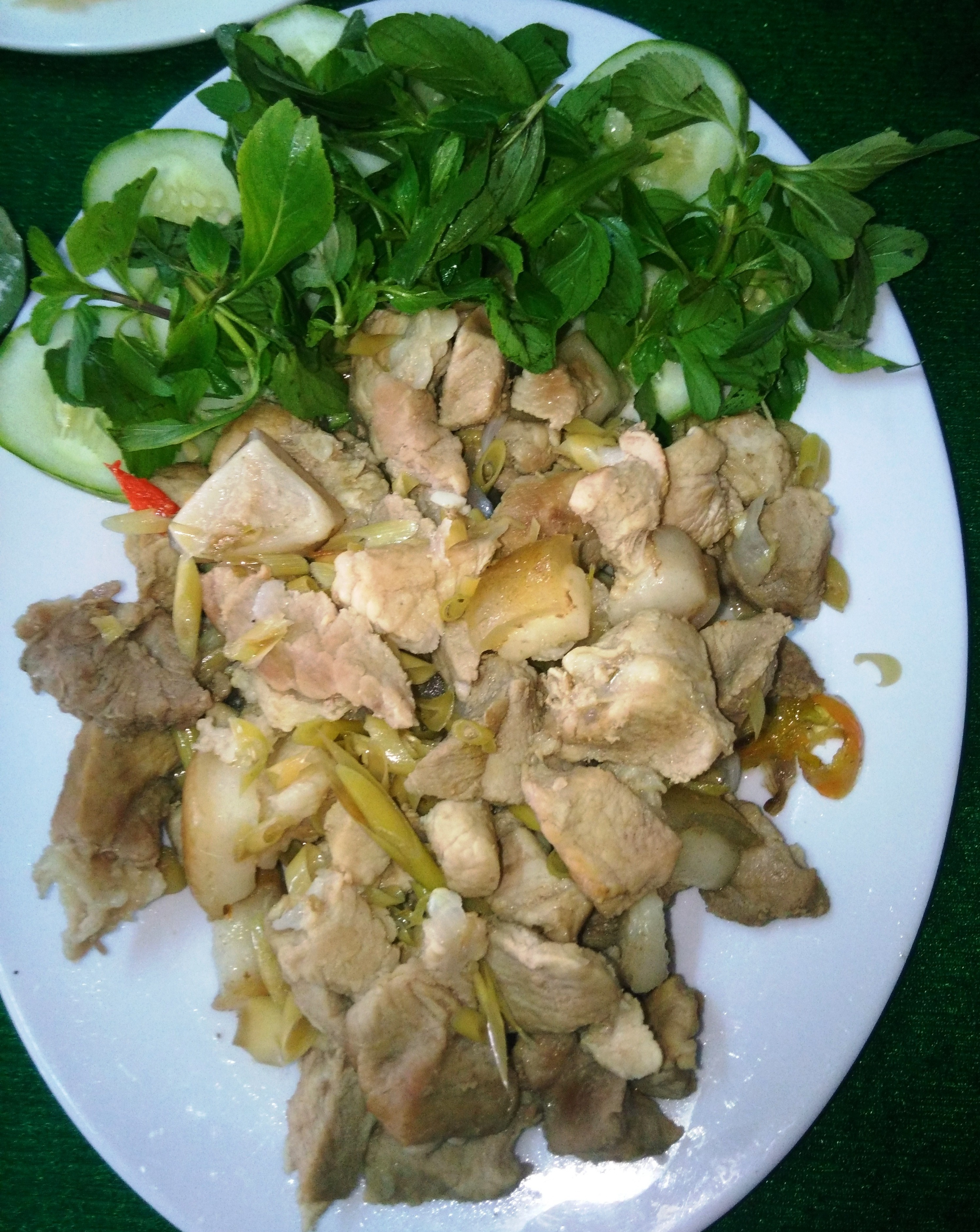
Các loại rau thơm ăn thịt nạc

Hầu hết các loại rau thơm đều có tinh dầu và một số tố chất đặc biệt có thể trở thành những vị thuốc quý, dân dã dễ kiếm. Việc kết hợp ăn rau thơm khác nhau tương ứng với từng món ăn khác nhau thuận theo nguyên lý "âm dương phối triển", tương sinh, chế hóa lẫn nhau, góp phần làm giảm tác hại (nếu có) và gia tăng hương vị cho món ăn. Thông thường, rau thơm được sử dụng khi còn tươi, cũng đôi khi, để tiện cho việc bảo quản người ta có thể phơi khô để dành tuy điều đó làm giảm chất lượng rau. Rau thường được dùng cho hai mục đích chính:
- Ăn sống, còn gọi là rau sống, rau thơm có tinh dầu cay nên hay được phối trộn với các loại rau mát khác như giá đỗ, bắp chuối thái mỏng, rau má trên đĩa rau sống.
- Gia vị cho các món ăn: nhiều loại rau thơm được gia vào các món ăn như một thứ gia vị, tùy theo nguyên liệu chính để chế biến món ăn mà người nội trợ thường có kinh nghiệm riêng cho các loại rau thơm khác nhau.